# Mária Honzová
Mariá Honzová, gift Kovaříková, född den 17 november 1969, är en tjeckisk orienterare som tog VM-brons i stafett 1993 och 1995.